# Mariana Garza
Mariana Garza Alardín, (Cidade do México, 19 de outubro de 1970) é uma atriz e cantora mexicana.

## Carreira
Em 1991 na novela "Alcanzar una estrella II" Mariana contracenou com seus ex-colegas de "Timbiriche", Sasha Sokol, Erik Rubín e Eduardo Capetillo com quem já tinha contracenado na novela "Alcançar Uma Estrela".
Mariana Garza é filha de Sebastián Garza e da atriz Ana Silvia Garza, é neta do também ator mexicano Jaime Garza e da e poetisa Carmen Alardín. Seu primeiro trabalho na televisão foi na novela "Elisa" de 1979. No ano seguinte Mariana estreou no teatro com a peça "La Maravilla de crecer de 1980". Mas o sucesso veio mesmo em 1982, quando Mariana entrou para banda "Timbiriche". Em 1987 no auge do sucesso do grupo, Mariana decide deixar a banda para se dedicar a sua carreira de atriz, após a sua saída do Timbiriche, Mariana atuou em várias novelas como  Dos vidas, Flor y Canela e Alcanzar una estrella, que foi a sua de novela de maior sucesso. Além das novelas, Mariana também trabalhou como apresentadora de televisão, Mariana apresentou o popular programa mexicano "Mi barrio" durante quase dois anos. Em sua vida pessoal, Mariana hoje é casada e é mãe de uma menina chamada Shamadhi.

## Discografia

### Com o "Timbiriche"
| Ano  | Título                       |
| ---- | ---------------------------- |
| 1982 | Timbiriche                   |
| 1982 | La Banda Timbirich           |
| 1983 | En concierto                 |
| 1983 | "Disco Ruido"                |
| 1983 | Que No Acabe Navidad         |
| 1984 | Vaselina                     |
| 1985 | Timbiriche Rock Show         |
| 1986 | Arriba México                |
| 1987 | Esta Navidad                 |
| 1988 | Timbiriche VIII y IX         |
| 1998 | Timbiriche: El concierto     |
| 2007 | Timbiriche 25                |
| 2007 | Somos Timbiriche: 25 en vivo |
| 2008 | Timbiriche: Vivo en Vivo     |

### Compilações
| Ano  | Título                        |
| ---- | ----------------------------- |
| 1990 | Alcanzar una estrella         |
| 1992 | Más que alcanzar una estrella |

## Novelas
- Elisa (1979)
- Dos vidas (1988) .... Juliana Ascencio
- Flor y canela (1989) .... Marianela #1
- Alcanzar una estrella (1990) .... Lorena Gaitán / Melissa
- Alcanzar una estrella  II (1991) .... Lorena Gaitán
- Carrusel de las Américas (1992) .... Consuelo
- Tenías que ser tú (1992/93) .... Santa Robles
- A flor de piel (1994) .... Mariana Bravo
- Alborada  (2005/06) .... Esperanza de Corsa de Manrique
- Atrévete a soñar (2009) .... Profesora Patricia
- Mentir para vivir (2013) .... María Jiménez

## Reencontro

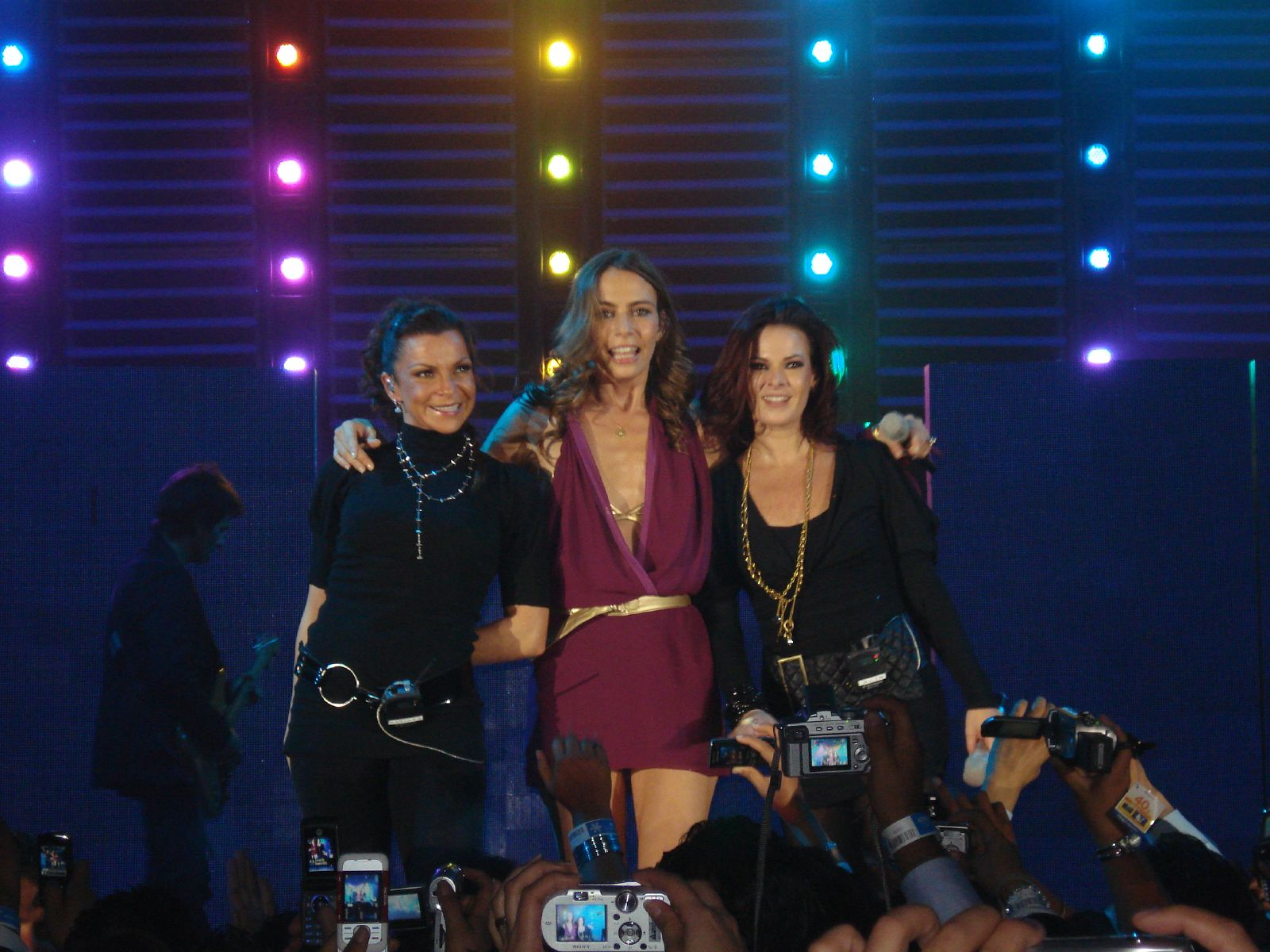
Mariana Garza, Sasha Sokol, Alix Bauer

### 1998
Em 1998, Mariana e todos os integrantes originais do "Timbiriche" se reuniram para uma série de 20 shows seguidos no Auditório Nacional, na Cidade do México.Batendo o recorde que antes era do cantor Luis Miguel com 16 shows.

### 2007
Em 2007 os integrantes originais do Timbiriche Alix Bauer, Benny Ibarra, Diego Schoening, Mariana Garza e Sasha Sokol (Paulina Rubio não participou), se reuniram novamente para comemorar o aniversário de 25 anos do grupo. A comemoração rendeu dois álbuns "Somos Timbiriche: 25 en vivo" e "Timbiriche: Vivo en Vivo".